# Château de Chevregny
Le château de Chevregny est un édifice situé dans la commune française de Chevregny, dans le département de l'Aisne, en Hauts-de-France. Chevregny a vu l'intégralité de son patrimoine détruit lors de l'offensive allemande de 1917.

## Historique du site
L'ancien château de Chevregny, dont il ne demeure aujourd'hui que les restes du porche monté sur deux colonnes romaines, a été construit en 1716, par J. Champion, notaire, dont les descendants, tous notaires également, le conservèrent un demi-siècle. Jacques Clouët, seigneur de Serville, écuyer de l'Académie royale d’art équestre à Lille entre 1751 et 1775 fut propriétaire du domaine dans la seconde moitié du XVIIIe siècle. Le château s'est par la suite fait appeler le « vendangeoir du cousin Jacques », surnom du célèbre Louis Abel Beffroy de Reigny, héritier du domaine à la fin du XVIIIe siècle. Son frère aîné, Louis Étienne Beffroy de Beauvoir, copropriétaire, se fit tristement remarquer durant l'épisode révolutionnaire. Son destin marqua celui du château. En effet, député à la Convention, il fut considéré à la Restauration comme régicide et dû s'exiler d'urgence en 1816. Ses biens furent vendus, et le château fut acquis en 1815 par Joseph Boisgarnier (Joseph de Chatonru-Boisgarnier ou Joseph Dechatonru-Boisgarnier selon les archives), avoué fortuné de Paris, gendre du député Jacques Mathias. Il remania considérablement le château.
Le château demeura dans cette famille pendant près de deux siècles et servit de résidence secondaire. De Joseph Boisgarnier (1774-1860), la propriété passa à son fils Auguste puis à sa sœur Ernestine, dont le mari, Eugène Dupont, procéda à divers embellissements des bâtiments, achevant de leur donner l'aspect soigné et séduisant qu'ils conservèrent jusqu'en 1917. Leur fille Alice (1847-1924) épousa Henri Cherrier (1839-1919), notaire et lettré de Paris. La famille Cherrier est issue de la grande bourgeoisie parisienne, comme l'atteste la profession et les centres d'intérêt d'Henri. Grand érudit, fervent bibliophile, mécène assumé et membre fondateur de la prestigieuse Société des Amis des Livres, présidée alors par la reine Élisabeth de Roumanie et le duc d’Aumale, il fait partie intégrante du patriciat urbain, nouvelle élite politique, économique et culturelle qui coexiste et fusionne avec l'ancienne noblesse. Il est également le biographe de Mathurin Régnier, offrant une renaissance à ce poète alors tombé dans l'oubli. Henri Cherrier et sa femme Alice héritèrent donc du château de Chevregny. Cependant, en 1917, en raison de sa position sur le front, il fut entièrement rasé par les bombardements allemands, ainsi que la quasi-totalité de ses terres boisées. L'ensemble du domaine comptait alors entre 250 et 300 hectares. 
Henri Cherrier meurt en 1919, laissant à sa postérité un héritage important bien que largement réduit par la guerre, notamment  des biens immobiliers à Chevregny. C'est son fils aîné Gabriel Louis Marie Ernest qui reprit le château et son domaine, bien qu'en ruine. Il avait épousé le 21 juin 1901 Angeline Bougenot, issue d'une famille qui marqua probablement le plus l'histoire économique de la Martinique. En effet, Emile Bougenot, son père, fut le gérant de l'usine du Galion, à la mort de son propre beau-père, Eugène Eustache, en 1883.

## Le nouveau château
Abandonnant les ruines de l'ancien château, Gabriel Cherrier et sa femme font donc reconstruire une propriété dans le même domaine mais à plus haute altitude. C'est un manoir à l'anglaise , à la mode de l'époque, en briques jaune rosées, construit sur quatre niveaux. L'édifice est flanqué de deux tours carrées incorporées de chaque côté du pavillon central, chacune des deux étant placée entre celui-ci et l'un des deux pavillons latéraux de la construction. Des milliers d'arbres sont replantés, et le parc est redessiné,. Gabriel lègue le château nouvellement rebâti à sa sœur, Geneviève, qui épousa Emile Jarriand (1863-1940), chef du service contentieux et sous-chef du secrétariat général de la compagnie Saint-Gobain (il se lia d'ailleurs d'amitié avec Albert de Broglie). C'est ainsi que Chevregny revient, par un jeu d'alliances, à la famille Jarriand. Leur fils Léonce Henri Gaspard en héritera à leur mort. Le château quittera définitivement le patrimoine de la descendance des Chatonru de Boisgarnier (Dupont-Cherrier-Jarriand) lors de sa vente en 1982.
L'histoire, ainsi que la structure même du château de Chevregny, constituent aujourd'hui un témoignage de « l'art de vivre au château » de la grande bourgeoisie parisienne aux XIXe et XXe siècles. Le dernier étage du château, composé d'une quinzaine de chambres de « bonnes », était relié aux cuisines et aux caves par un escalier de service et disposait d'un accès discret vers l'extérieur. Il était effectivement réservé aux domestiques. Il rend compte d'une véritable organisation haussmannienne témoignant du rang social des maîtres des lieux.

## Galerie photos

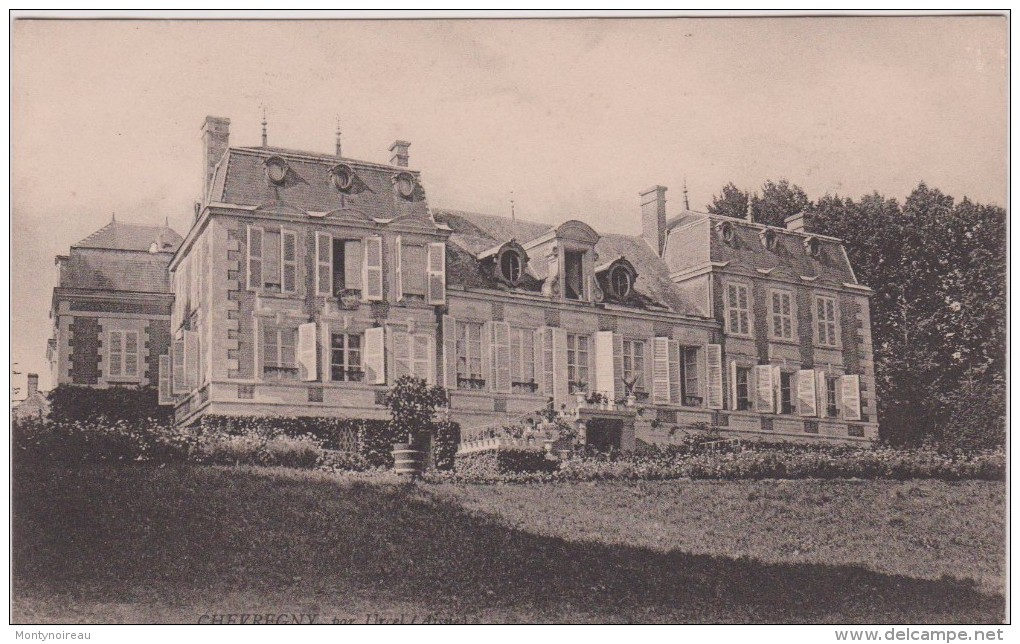
L'ancien château de Chevregny, dit le « Vieux Chevregny ».
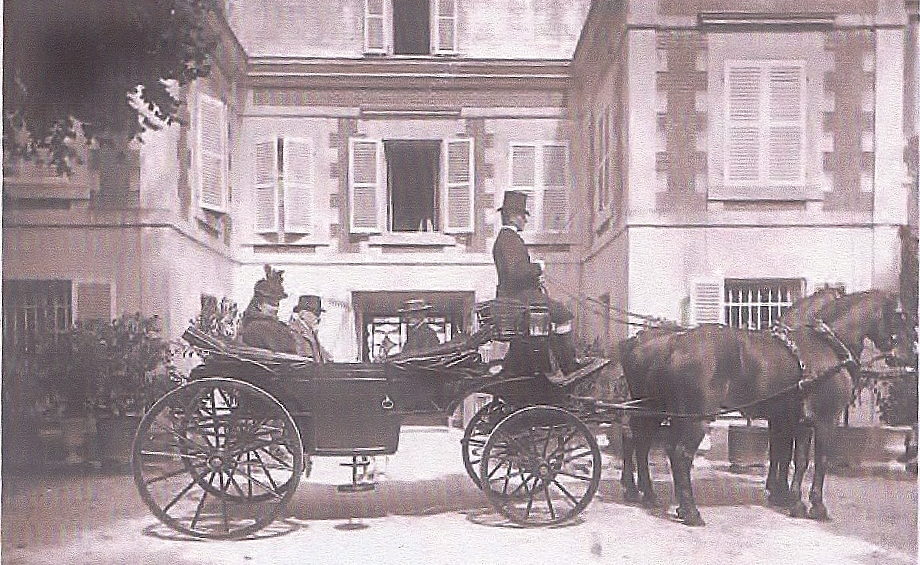
Arrivée côté village du Vieux Chevregny, vers 1890.

## Personnalités liées au château
- Jacques Clouët de Serville, écuyer du prince de Soubise, écuyer de l'académie nobiliaire de Lille
- Louis Abel Beffroy de Reigny, journaliste, dramaturge et poète français
- Louis Étienne Beffroy de Beauvoir, homme politique français, député de l'Aisne à la Convention nationale et au Conseil des Cinq-Cents.
- Henri Cherrier (1839-1919), chevalier de la Légion d'honneur [14], maire de Chevregny, membre du conseil supérieur de l'Assistance publique, mort à Yport (Seine-Inférieure)